# Julius Funger
Julius Robert Funger (* 12. August 1829 in Rusitz; † 23. Mai 1890 in Jena) war ein deutscher Gutsbesitzer und Politiker.

## Leben
Funger war der Sohn des Schullehrers Adolph Nathanael Funger und dessen Ehefrau Christiane Caroline geborene Gehrhardt. Funger, der evangelisch-lutherischer Konfession war, heiratete am 23. Januar 1854 in Roben Auguste Rosalie Seupel (* 15. September 1832 in Altenburg; † 20. April 1880 in Rusitz), die Tochter eines Hofgerbermeisters in Lucka.
Funger war Gutsbesitzer und Bürgermeister in Rusitz.
Vom 29. Oktober 1874 bis zum 1. Oktober 1880 war er Mitglied im Landtag Reuß jüngerer Linie.